# چال چغا ۵
چال چغا ۵ مربوط به دوره هخامنشی است و در شهرستان ازنا، بخش مرکزی، دهستان پاچه لک غربی، حدود ۳۷۰ متری شرق جاده آسفالته شهر ازنا واقع شده و این اثر در تاریخ ۲۸ اسفند ۱۳۸۵ با شمارهٔ ثبت ۱۸۲۷۹ به‌عنوان یکی از آثار ملی ایران به ثبت رسیده است.